# Romaniszki (gmina Sudargi)
Romaniszki (lit. Ramoniškiai) – wieś na Litwie, w okręgu mariampolskim, w rejonie szakowskim, położona nad Niemnem, przy granicy z obwodem królewieckim.